# Араптанов Андрій Миколайович
Андрі́й Микола́йович Арапта́нов — український військовик, полковник Збройних сил України. Учасник російсько-української війни.

## Життєпис
Командир 62-го арсеналу сухопутних військ України (в/ч А1201), що розташований в Кіровоградській області, поблизу Богданівки, принаймні з 2009 року.
Був директором Департаменту військово-технічної політики, засуджений 2021 року за замовлення у 2016 році трьох десантно-штурмових катерів «Кентавр-ЛК», що не відповідають необхідним характеристикам (нормальної водотоннажності, осадки, максимальної швидкости та висоти надводного борту, що обумовлено помилками та некоректними технічними рішеннями в ході розробки технічного проєкту). Крім того, для катерів замовлено антиснайперські системи LAS-1000, що є непридатними для використання, адже під час роботи містять демаскуючі ознаки. Загалом, державі завдано збитків на 444 млн гривень.
Полковник Андрій Араптанов уклав з прокурором угоду про визнання винуватості. Солом'янський районний суд м. Києва, 23 листопада 2021 року, затвердив цю угоду та визнав полковника винуватим у вчиненні кримінальних правопорушень, передбачених статтями 425 і 426 ККУ, і призначив покарання у виді 5 років позбавлення волі. Врахувавши визнання провини, участь в АТО, нагородження орденом Богдана Хмельницького III ступеня, сімейний стан, утримання двох малолітніх дітей, суд звільнив Араптанова від відбування покарання з іспитовим терміном на два роки та шість місяців.

## Нагороди
2 серпня 2014 року — за особисту мужність і героїзм, виявлені у захисті державного суверенітету та територіальної цілісності України, вірність військовій присязі під час російсько-української війни, відзначений — нагороджений орденом Богдана Хмельницького III ступеня.